# Reg Grundy
Reginald Roy "Reg" Grundy AC • OBE (4 de agosto de 1923 - 6 de maio de 2016) foi um empresário australiano e magnata da mídia, um dos pioneiros e mais bem sucedido de sua geração. Grundy produziu inúmeras soap opera e séries de drama bem sucedidas, incluindo Neighbours.